# リー・マクレー
リー・マクレー（Lee McRae、1966年1月23日 ‐ ）は、アメリカ合衆国・ペンブローク出身で短距離走が専門の元陸上競技選手。55mで6秒00（室内アメリカ合衆国記録、元室内世界記録）、60mで6秒50（元室内世界記録）、100mで10秒07の自己ベストを持つ。1987年ローマ世界選手権における男子4×100mリレーの金メダリスト、男子100mのファイナリスト（6位）である。

## 経歴
1987年3月、インディアナポリス世界室内選手権の男子60mに出場すると、準決勝を6秒58の自己ベスト（当時）で突破して決勝に進出した。決勝では準決勝の記録を更に縮める6秒50をマークし、6秒41の室内世界記録を樹立したベン・ジョンソンには敗れたものの、2位に入り銀メダルを獲得した。しかし、1989年にベン・ジョンソンのドーピングが発覚し、ベンジョンソンの記録は抹消された。そのため、マクレーは金メダルに繰り上がり、決勝でマークした6秒50は室内世界記録となった。
1987年7月、ザグレブユニバーシアードに出場すると、男子100mにおいて大会記録（当時）および自己ベストとなる10秒07（+0.5）をマークして金メダルを獲得。アメリカ合衆国チームの1走を務めた男子4×100mリレーも金メダル獲得に貢献し、大会2冠を達成した。
1987年8-9月、ローマ世界選手権に出場すると、男子100mは1次予選と2次予選を突破して準決勝に進出した。準決勝は組4着までに入れば決勝進出という条件の下、マクリーは10秒37（-0.3）の組4着に入り、組5着とは同タイム着差ありという接戦を制してファイナリストとなった。決勝は10秒34（+1.0）の7位に終わったが、優勝したベン・ジョンソンはその後ドーピングで失格となり、マクリーの順位は繰り上がり6位となった。男子4×100mリレーでは予選・準決勝・決勝の全てのラウンドでアメリカ合衆国チームの1走を務め、金メダル獲得に貢献した。

## 自己ベスト
記録欄の（　）内の数字は風速（m/s）で、+は追い風を意味する。
| 種目 | 記録           | 年月日        | 場所               | 備考                                  |
| 屋外 | 屋外           | 屋外          | 屋外               | 屋外                                  |
| ---- | -------------- | ------------- | ------------------ | ------------------------------------- |
| 100m | 10秒07 (+0.5)  | 1987年7月14日 | ザグレブ           |                                       |
| 100m | 10秒02w (+4.5) | 1986年6月20日 | ユージーン         | 追い風参考記録                        |
| 200m | 20秒50 (-0.2)  | 1987年6月3日  | バトンルージュ     |                                       |
| 200m | 20秒44w (+3.9) | 1987年6月5日  | バトンルージュ     | 追い風参考記録                        |
| 室内 |                |               |                    |                                       |
| 50m  | 5秒68          | 1989年1月13日 | ハミルトン         |                                       |
| 55m  | 6秒00          | 1986年3月14日 | オクラホマシティ   | 元室内世界記録 室内アメリカ合衆国記録 |
| 60m  | 6秒50          | 1987年3月7日  | インディアナポリス | 元室内世界記録                        |

## 主要大会成績
備考欄の記録は当時のもの
| 年   | 大会                        | 場所               | 種目    | 結果 | 記録          | 備考                                   |
| ---- | --------------------------- | ------------------ | ------- | ---- | ------------- | -------------------------------------- |
| 1986 | グッドウィルゲームズ (en)   | モスクワ           | 100m    | 4位  | 10秒12        |                                        |
| 1986 | グッドウィルゲームズ (en)   | モスクワ           | 4x100mR | 優勝 | 37秒98 (1走)  |                                        |
| 1987 | 世界室内選手権              | インディアナポリス | 60m     | 優勝 | 6秒50         | 世界記録 大会後に2位から順位繰り上がり |
| 1987 | ユニバーシアード (en)       | ザグレブ           | 100m    | 優勝 | 10秒07 (+0.5) | 大会記録 自己ベスト                    |
| 1987 | ユニバーシアード (en)       | ザグレブ           | 4x100mR | 優勝 | 38秒66 (1走)  |                                        |
| 1987 | パンアメリカン競技大会 (en) | インディアナポリス | 100m    | 優勝 | 10秒26        |                                        |
| 1987 | パンアメリカン競技大会 (en) | インディアナポリス | 4x100mR | 優勝 | 38秒41 (3走)  |                                        |
| 1987 | 世界選手権                  | ローマ             | 100m    | 6位  | 10秒34 (+1.0) | 大会後に7位から順位繰り上がり          |
| 1987 | 世界選手権                  | ローマ             | 4x100mR | 優勝 | 37秒90 (1走)  |                                        |

## 全米タイトル
- 全米室内選手権
  - 1986年 - 60y : 6秒06
  - 1987年 - 55m : 6秒14

- 全米学生選手権（NCAA選手権）
  - 1986年 - 100m : 10秒11

- 全米学生室内選手権（NCAA室内選手権）
  - 1986年 - 55m : 6秒00
  - 1987年 - 55m : 6秒13
  - 1988年 - 55m : 6秒07